# Roberto Natale
Roberto Natale (Roma, 28 ottobre 1958) è un giornalista e sindacalista italiano, presidente della FNSI dal 2007 al 7 gennaio 2013.

## Biografia
Laureato in Filosofia, giornalista RAI dagli anni ottanta, ha iniziato a lavorare presso la redazione RAI del Lazio. Ha svolto l'attività sindacale come segretario dell'Usigrai dal 1996 al 2006.
Dal 2007 è stato per sei anni presidente della Federazione Nazionale Stampa Italiana (il sindacato nazionale dei giornalisti). A seguito del suo ingresso in politica con il partito di Nichi Vendola, nel gennaio 2013 ha lasciato l'incarico.
Candidato al Senato della Repubblica Italiana come candidato di Sinistra Ecologia Libertà nelle regioni Lazio e Abruzzo per le elezioni politiche del 2013, non viene eletto, perché la lista in tali regioni non supera la quota di sbarramento per permettere l'elezione di più senatori. Il 19 marzo 2013 diviene portavoce istituzionale del presidente della Camera, Laura Boldrini, incarico che mantiene sino al termine della Legislatura nel 2018.

## Opere
- Il Sisma, Manni Editore, 2005, ISBN 978-88-817-6621-5.